# Hans Hermann Wilhelm
Hans Hermann Wilhelm (* 30. November 1892 in Buddenhagen; † 1. Juli 1975 in Berlin) war ein deutscher Schriftsteller.

## Leben
Wilhelm wurde 1892 als Sohn eines Kantors in Buddenhagen (Landkreis Ostprignitz) geboren, das heute zu Meyenburg gehört. In Berlin und Leipzig studierte er Germanistik und Philologie. Bis 1940 hatte Wilhelm eine Stelle als Studienrat in Berlin inne. Danach ließ er sich im mecklenburgischen Neustrelitz nieder. Er schrieb vor allem Romane und Dramen. 
Im Jahre 1945 wurde Wilhelm gegen Ende des Zweiten Weltkrieges von den Sowjets verhaftet und erst im Speziallager Nr. 9 Fünfeichen und dann im Speziallager Nr. 2 Buchenwald interniert. Eine Reihe seiner Publikationen wurde auf die Liste der auszusondernden Literatur gesetzt. Nach der Entlassung aus dem Lager lebte Wilhelm wiederum in Berlin.
In seinem 1974 erschienenen Haftbericht verglich Wilhelm die Haftbedingungen der sowjetischen Speziallager mit den Konzentrationslagern aus der Zeit des Nationalsozialismus.

## Werke
- Freiheit, Roman, 1919
- Werden, Roman, 1920
- Das Erwachen in der Heide, 1933. Teil I der Roman-Trilogie Die Frickes
- Ulrich von Hutten. Die Tragödie der Reformation, Drama, 1934
- Das Erbe der Frickes, 1934. Teil II der Roman-Trilogie Die Frickes
- Dichtung im Anbruch, 1936
- Der Pagalunenhof, Drama, 1938
- Die Wege der Brackenhoffs. Ein Roman um Potsdam, 1939
- Der sächsische Löwe, Drama, 1941
- Die Frickes und die Ohlhofs, 1941.  Teil III der Roman-Trilogie Die Frickes
- Die Schuld der Väter, 1943
- Robert Wandelt, Roman, 1944
- Jugend im Joch, 1944
- Das Ende ist nicht abzusehen, Roman einer Schule, 1957
- Ohne Stein und ohne Namen: Aufzeichnungen aus stalinistischen Todeslagern in Deutschland, 1974